# Бограч

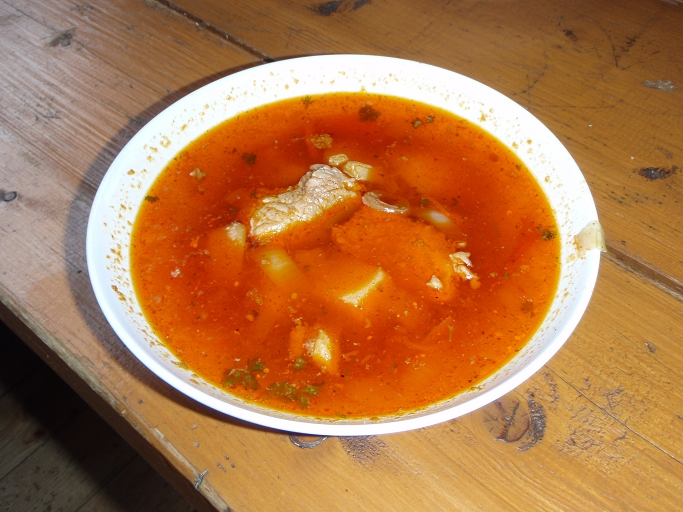

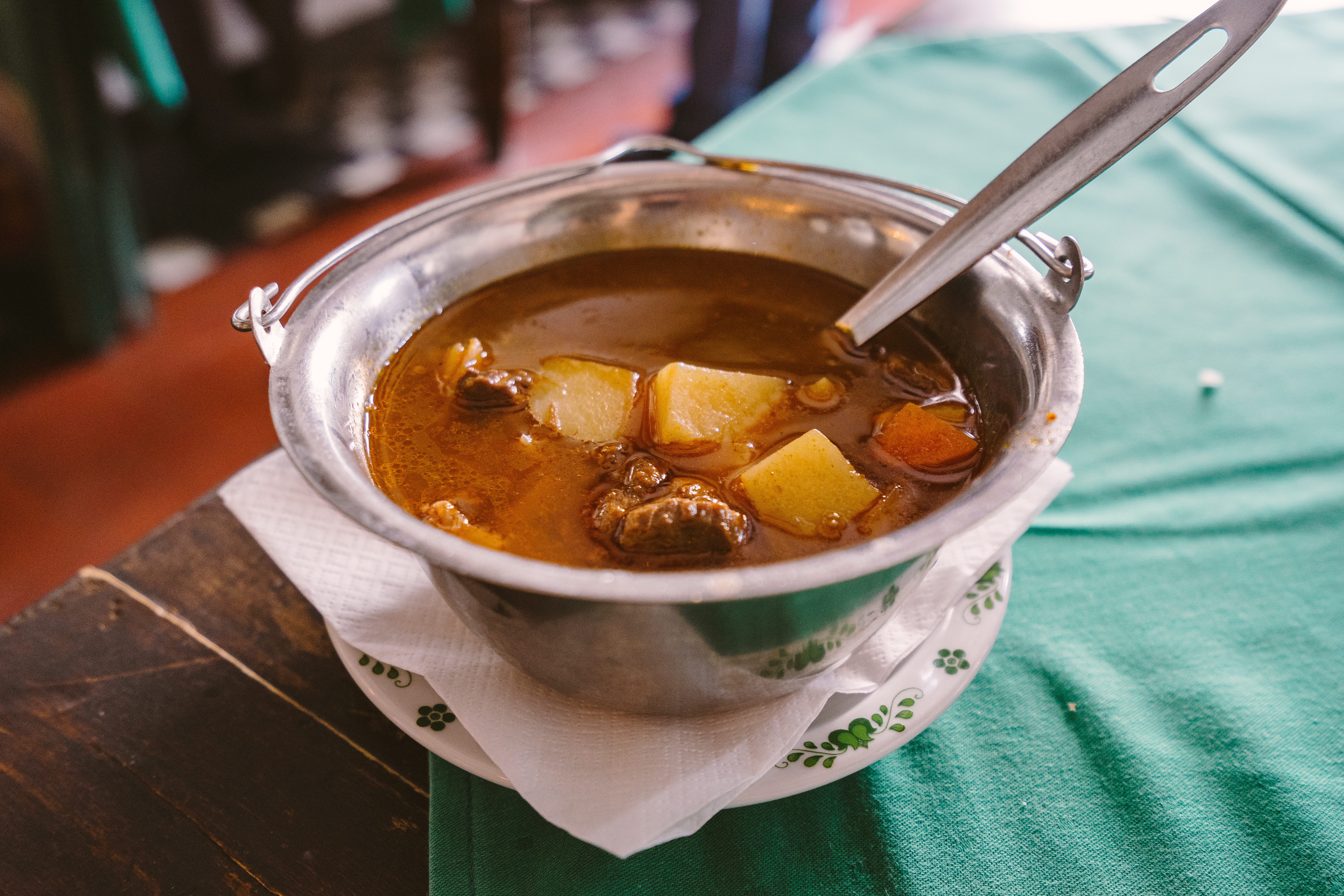
Бограчгуляш

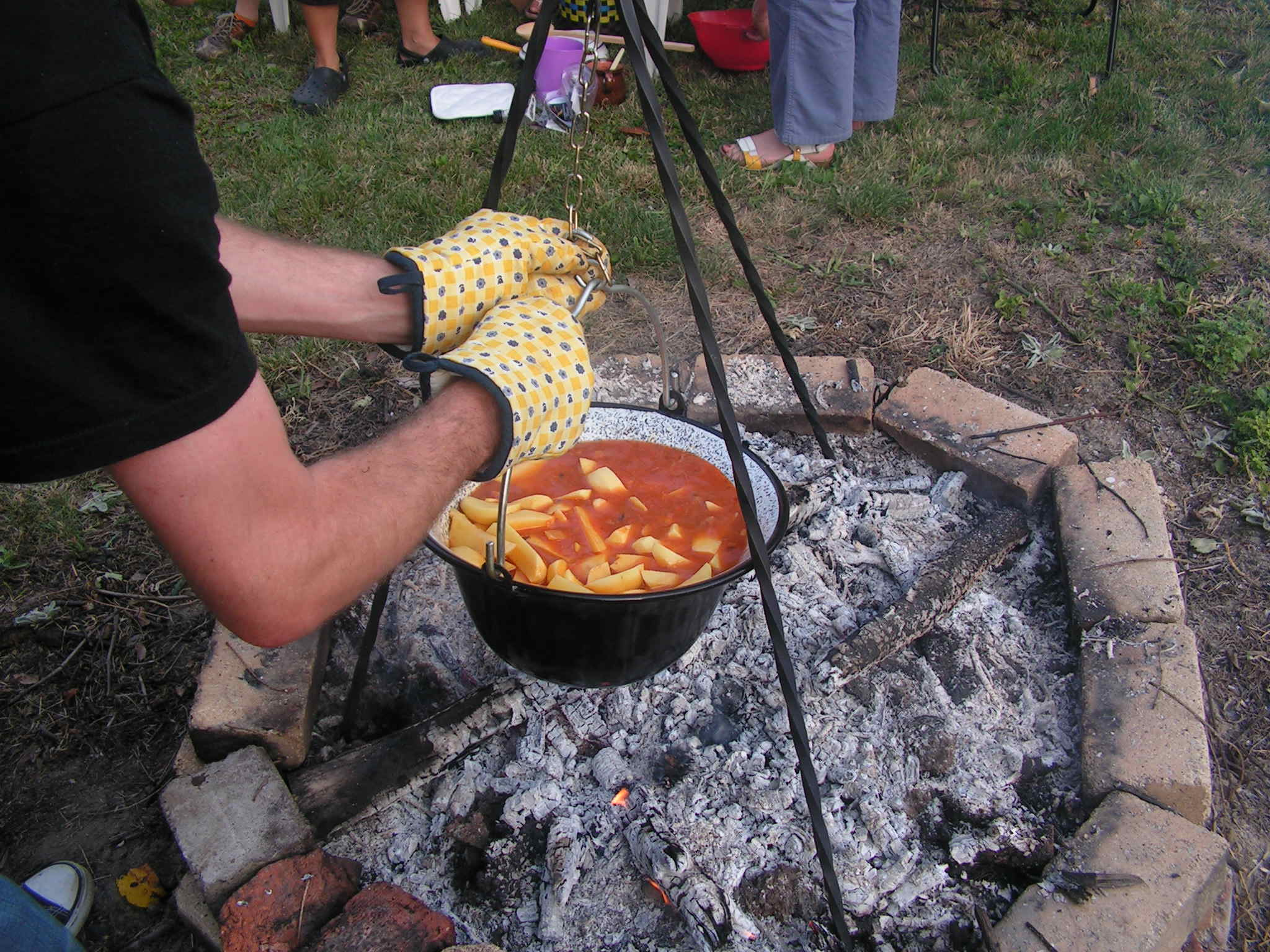
Картопляний паприкаш у казані

Бограч (угор. bogrács, богораш, богорош) — страва (левеш, угор. leves — суп), приготована із м'яса, солодкого перцю, меленої паприки, помідорів, картоплі, моркви та спецій; страва  кухні Закарпаття. Щоб додати страві гостроти інколи до бограчу додається ерош пішта, соус з перетертих перців.

## Історія
Рецепт боґрача (левеша) сягає в давнину, коли угорські кочові племена, а пізніше пастухи в польових умовах на вогні готували цей вид їжі.
На Закарпатті боґрачем називають першу страву угорської національної кухні. Угорською слово «бограч» означає «казан», в якому готуються різні страви, від перших страв або левешів до різноманітних видів гуляшу. Слово бограч походить від турецького «bakraç» — ківш.

## Приготування
Для приготування страви за рецептом потрібно:
- яловичина (без кісток) — 1 кг
- свинячий жир (4–5 смужок бекону) — 80 г
- цибуля ріпчаста — 300 г
- паприка — 3 ст.л.
- сіль, кмин, часник — за смаком
- картопля — 1 кг
- перець (солодкий зелений) — 140 г
- помідори — 60 г

Цей рецепт узятий з «Малої угорської кухарської книги» Кароя Гунделя — свого часу відомого угорського кухаря. Соковите м'ясо з безліччю сухожиль (лопаткова частина, зарез, гомілка) нарізати кубиками зі стороною 1,5–2 см. У розтопленому жирі присмажити до золотавого кольору дрібно нарізану цибулю. Зменшити вогонь, покласти в не занадто гарячий жир паприку, швидко перемішати, негайно ж додати м'ясо, додати потовчений часник, змішаний із кмином, долити небагато води і, зрідка помішуючи, смажити далі на слабкому вогні. При необхідності додавати воду, але завжди потроху, щоб м'ясо не варилося, а тушкувалось в малій кількості рідини.
Поки смажиться м'ясо, очистити і нарізати кубиками зі стороною 1 см картоплю (не дуже розсипчасту), зелений перець, помідори, а також приготувати чипетке[що це?] (щипане тісто, "щипанки"). Коли м'ясо буде майже готовим, дати соку випаруватися, щоб у каструлі залишився один тільки жир. Додати до м'яса картоплю, добре перемішати і смажити доти, поки картопля не стане прозорою, тоді долити кістковий росі́л і покласти зелений перець і помідори.
Остаточна кількість супу регулюється шляхом додавання кісткового росолу або води, після чого знову посолити.

## Поширення
На території України приготування цієї страви широко розповсюджене на Закарпатті.